# Adina (Oper)
Adina, o Il califfo di Bagdad (dt.: Adina, oder Der Kalif von Bagdad) ist eine Farsa in einem Akt von Gioachino Rossini (Musik) mit einem Libretto von Marchese Gherardo Bevilacqua-Aldobrandini. Sie entstand 1818, wurde aber erst am 22. Juni 1826 im Teatro de São Carlos in Lissabon erstmals aufgeführt.

## Handlung
Der Inhalt ist eine Variante des auch von Wolfgang Amadeus Mozart in seiner Die Entführung aus dem Serail verwendeten Serail-Themas.:86 Fünfzehn Jahre nach dem Verlust seiner Geliebten Zora lernt der Kalif von Bagdad Adina kennen, die ihn an Zora erinnert. Es gelingt ihm, sie zur Heirat zu überreden, obwohl sie bereits in Selimo verliebt ist. Selimo findet sich damit nicht ab. Er überredet sie zur Flucht, die jedoch aufgedeckt wird. Das Paar und ihr Helfer Mustafà werden festgenommen. Als Adina den Kalifen um Gnade für Selimo anfleht, entdeckt der Kalif ein Medaillon, das beweist, dass sie Zoras und seine eigene Tochter ist.
Gärten im Serail
Szene 1. Das Volk feiert die bevorstehende Hochzeit Adinas mit dem Kalifen (Chor: „Splende sereno e fulgido“). Der junge Araber Selimo und sein Freund, der Gärtner Mustafà, betreten die Szene. Selimo, der Adina liebt, möchte sie unbedingt noch einmal sehen. Mustafà rät ihm wegen der Gefahr ab. Erst als Selimo ihm Geld zusteckt, ist er bereit, ihn als seinen Gehilfen auszugeben und in den Serail zu schmuggeln.
Szene 2. Der Auftritt des Kalifen wird von fröhlicher Musik begleitet. Das Volk huldigt ihm (Chor: „Viva, viva dei credenti“). Der Kalif besingt sein Glück (Arie Califfo: „Qual nei vaghi ed eterni giardini“), während Selimo und Mustafà nur tatenlos zuschauen können. Nach einem weiteren Freudenchor (Chor und Kalif: „Ah! che amor ci tormenta sovente“) beauftragt der Kalif sie, die Räume zu schmücken.
Szene 3. Der Kalif erzählt seinem Vertrauten Alì die Geschichte seiner ersten Liebe Zora, die er als Soldat in Medina kennen gelernt hatte. Sie wurden getrennt, als er von Feinden gefangen genommen wurde. Nach seiner Freilassung suchte er fünfzehn Jahre lang vergeblich nach ihr. Erst jetzt hat Adina aufgrund ihrer Ähnlichkeit mit Zora seine Gefühle wieder geweckt. Er hofft, dass sie sich mit der Zeit in ihn verlieben werde und ihre jetzige Traurigkeit vergesse. Die beiden ziehen sich zurück, und Adina erscheint mit ihrem Gefolge. In ihrer Arie beschließt sie, sich mit dem Schicksal abzufinden (Arie der Adina: „Fragolette fortunate“). Die Diener schwören ihr Gefolgschaft (Chor:„Vezzosa Adina“).
Szene 4. Der Kalif teilt Adina mit, dass sie nun die Herrin des Serails ist. Adina versichert ihm ihre Dankbarkeit. Der Kalif zieht sich zurück.
Szene 5. Mustafà nähert sich zaghaft. Er bittet Adina, ihr Gefolge fortzuschicken, um ungestört reden zu können. Anschließend kommt Selimo hinzu. Er überredet Adina, mit ihm zu fliehen. Mustafà soll die nötigen Vorbereitungen treffen.
Zimmer im Serail
Szene 6. Adinas Gefolge begrüßt sie im Brautgemach (Chor: „Il regio talamo“). Aber ihre Gefühle spielen verrückt.
Szene 7. Der Kalif kommt, um Adina zum Fest abzuholen. Adina wünscht jedoch, die Nacht allein zu verbringen, obwohl sie ihm versichert, dass sie ihm nicht hasst (Duett Kalif/Adina: „Se non m’odii, o mio tesoro“ – „No, non t’odio“). Der Kalif versteht sie nicht.
Szene 8. Alì bringt die Nachricht, dass sich das Volk im Tempel versammelt habe und das Paar beim Festzug erwarte. Als der Kalif ihm seinen Entschluss mitteilt, die Hochzeit einen Tag aufzuschieben, warnt ihn Alì vor einem möglichen Komplott. Er habe beobachtet, wie Adina heimlich im Garten mit einem der Sklaven gesprochen habe. Zudem haben seine Leute einen fremden Fischer bemerkt, der sich in der Nähe versteckt halte. Der Kalif ist tief getroffen von diesem Verdacht. Er befiehlt, den Serail strengstens zu bewachen (Arie des Kalifen: „D’intorno al serraglio“). Alì besingt die Untreue der Frauen (Arie des Alì: „Purtroppo la donna“).
Nachts an einem abgelegenen Ort in der Nähe des Serails. Ein Ausläufer des Flusses ist zu sehen.
Szene 9. Selimo hofft, dass sich der Himmel gnädig zeigt und ihre Flucht gelingt (Rezitativ und Arie des Selimo: „S’alza la notte“). Mustafà gesellt sich ängstlich zu ihm.
Szene 10. Adina kommt aus dem Gebäude. Trotz allem fällt ihr der Abschied aus dem Serail schwer (Arie der Adina: „Nel lasciarti, o caro abergo“). Selimo und Mustafà nehmen sie in Empfang. Während Mustafà ihre Helfer benachrichtigt, bitten Adina und Selimo die Nacht um Schutz (Duett Adina/Selimo: „Oh notte amica“). Dennoch wird die Flucht entdeckt. Plötzlich wimmelt es am Ufer von Soldaten.
Szene 11 Der Kalif erscheint und lässt die Flüchtigen wütend festnehmen. Selimo zeigt keine Furcht. Er verlangt nach einem Schwert, um sich zu verteidigen. Adina andererseits nimmt alle Schuld auf sich, um ihren Geliebten zu schützen. Nur Mustafà bleibt furchtsam (Quartett: „Oh qual notte orrenda è questa!“). Selimo und Mustafà werden fortgeführt.
Szene 12. Während der Kalif über die Undankbarkeit Adinas nachgrübelt, kommt diese herangestürmt und bittet um Gehör. Sie erklärt ihm, dass Selimo ihre große Liebe sei und sie schon von Kindheit an einander versprochen seien. Er habe sie bereits früher beschützt, als sie von fremden Soldaten entführt wurde. Daher flehe sie um Gnade für ihn. Der Kalif bleibt zuerst hart. Als aber Adina ohnmächtig vor ihm niedersinkt, entdeckt er an ihrem Hals ein Medaillon. Er erkennt es als dasjenige, das er Zora damals geschenkt hatte – mit seinem eigenen Bildnis. Adina ist also seine und Zoras Tochter. Das Urteil kann nun auf keinen Fall mehr vollstreckt werden. Er eilt, um es zu verhindern.
Szene 13. Adina wird von ihrem Gefolge geweckt (Chor: „Apri i begli occhi, Adina“). Sie erklären der Verzweifelten, dass sie noch hoffen kann.
Letzte Szene. Der wieder freigelassene Selimo kommt herein, und kurz darauf auch der Kalif. Sie teilen Adina mit, dass sie die Tochter Zoras und des Kalifen ist. So hat sich alles zum Guten gewendet. Qual und Leid können vergessen werden (Tutti: „Per sempre dimentica“).

## Gestaltung
Rossini schrieb nur vier Musiknummern direkt für Adina. Zwei weitere Nummern stammen von einem unbekannten Mitarbeiter, und drei übernahm er aus seinem Sigismondo von 1815. Eine Ouvertüre sah Rossini nicht vor, da sie nicht vertraglich vereinbart worden war.:87
Obwohl das Werk als „farsa“ bezeichnet ist, sah bereits der Vertragstext eine Ergänzung mit dem Begriff „semiseria“ vor. Die Oper hat nur wenige komische Elemente, die sich auf den Gärtner Mustafà beschränken. Dieser wirkt lediglich in Rezitativen und Ensembles mit. Neben den drei Hauptrollen des Kalifen, Selimos und Adinas gibt es mit dem Wächter Alì nur eine einzige echte Nebenrolle, der zumindest eine Sorbetto-Arie zugewiesen ist. Richard Osborne charakterisierte die Oper als „ein Kleinformat, eher eine Bleistiftskizze als ein Gemälde, aber bemerkenswert wegen der sanften, sorgfältig gearbeiteten Musik für Adina […], wegen der kristallklaren Instrumentation und wegen einer Stimmung, die vorwiegend traurig ist.“:246

### Instrumentation
Die Orchesterbesetzung der Oper enthält die folgenden Instrumente:
- Zwei Flöten/Piccoloflöten, zwei Oboen, zwei Klarinetten, zwei Fagotte
- Zwei Hörner, zwei Trompeten
- Pauken, Große Trommel, Becken, Sistrum
- Streicher
- Continuo

## Werkgeschichte
Den Auftrag zu Adina erhielt Rossini 1817/1818 von einem portugiesischen Edelmann, dem Sohn des Lissabonner Polizeipräfekten,:86 der es einer von ihm verehrten Sopranistin des Teatro de São Carlos in Lissabon als Geschenk machen wollte. Es handelt sich somit um einen Privatauftrag. Der Auftraggeber ließ ihm freie Hand bei der Wahl des Librettos. Auch auf etwaige eingeschränkte Fähigkeiten der Orchestermusiker brauchte Rossini keine Rücksicht zu nehmen. Er unterzeichnete den Vertrag am 7. April 1818 in Neapel. Die Komposition sollte bis zum 10. Juni abgeschlossen sein. Der Lohn betrug 200 Mailänder Zechinen bei einer Übergabe in Bologna oder 540 Dukaten bei Aushändigung in Neapel. Aufgrund anderer Aufträge und einer Krankheit verschob sich die Ausführung des Auftrags. Vermutlich stellte Rossini die Komposition im August 1818 in Bologna fertig und schickte sie anschließend nach Portugal. Zur Uraufführung im Teatro de São Carlos kam es aus unbekannten Gründen aber erst 1826.:106 Rossini hatte wahrscheinlich nie Gelegenheit, die Oper zu hören.:246
Das Libretto stammt von Marchese Gherardo Bevilacqua-Aldobrandini, einem Freund Rossinis. Es basiert auf Felice Romanis Libretto zu Francesco Basilis Oper Il califfo e la schiava, die am 21. August 1819 im Teatro alla Scala in Mailand aufgeführt worden war. Eine weitere mögliche Quelle ist Andrea Leone Tottolas für Manuel Garcías Il califfo di Bagdad (Neapel 1813) geschriebene Bearbeitung des Librettos Le Calife de Bagdad von Claude Godard d’Aucour de Saint-Just, das 1800 von François-Adrien Boieldieu vertont und in Paris aufgeführt worden war.:86
Bei der Uraufführung am 22. Juni 1826 sangen die Sopranistin Luisa Valesi (Adina), die Tenöre Luigi Ravaglia (Selimo) und Gaspar Martinelli (Alì) sowie die Bässe Jõao Oracio bzw. Giovanni Orazio Cartagenova (Califfo) und Filippo Spada (Mustafà). Am selben Tag wurden auch der zweite Akt seiner Oper Semiramide und ein Ballett aufgeführt.:85
1826 gab es vermutlich nur eine einzige Aufführung, und anschließend wurde das Werk lange Zeit nicht mehr gespielt. Der Klavierauszug erschien 1859 bei Ricordi im Druck. Erst 1963 kam es wieder zu einer Aufführung an der Accademia Chigiana in Siena sowie 1968 zur bislang einzigen Aufführung in Großbritannien in Oxford.:86 Szenische Aufführungen gab es 1981 in Bologna und 1992 in Rom. Beim Rossini Opera Festival Pesaro wurde Adina 1999, 2003 und 2018 gespielt und beim Festival Rossini in Wildbad 2012 und 2022.

## Aufnahmen
- 30. September 1963 (live aus Siena): Bruno Rigacci (Dirigent), Orchestra da Camera dell’Angelicum di Milano, Coro dell’Angelicum di Milano. Giorgio Tadeo (Califfo), Mariella Adani (Adina), Mario Spina (Selimo), Florindo Andreolli (Alì), Paolo Pedani (Mustafà). VOCE LP: VOCE-32(3).[12]:15349
- Mai 1991: Aldo Tarchetti (Dirigent), Zilina Chamber Orchestra, Church Music Society Bratislava. Romano Franceschetto (Califfo), Doina Dinu-Palade (Adina), Milan Voldrich (Selimo), Ivan Ozvat (Alì), Michael Dale Hajek (Mustafà). Rugginenti Editore RUS 55100 1-2 (2 CD).[12]:15350
- Mai 1992 (Video, live aus Rom): Evelino Pidò (Dirigent), Orchester und Chor des Teatro dell’Opera di Roma. Bruno Praticò (Califfo), Alessandra Ruffini (Adina), Rockwell Blake (Selimo), Claudio di Segni (Alì), Alfonso Antoniozzi (Mustafà). House of Opera DVDCC 110 (1 DVD).[12]:15351
- Juli 1992 (deutsche Fassung, live aus dem Kursaal Binz auf Rügen, ohne Sorbetto-Arie des Alì, mit Ouvertüre von L’italiana in Algeri): Wilhelm Keitel (Dirigent), Orchester und Chor des Opernfestivals Putbus, Rügen. Olaf Haye (Califfo), Susanne Blattert (Adina), Eberhard Francesco Lorenz (Selimo), Bruce Brys (Alì), Roland Fix (Mustafà). Canterino CD: CNT 1082 (1 CD).[12]:15353
- Mai 1999 (live aus Putbus): Wilhelm Keitel (Dirigent), Orchester und Chor des Opernfestivals Putbus, Rügen. Donato di Gioia (Califfo), Maria Breuer (Adina), Patrizio Saudelli (Selimo), Timothy Simpson (Alì), Ezio Maria Tirsi (Mustafà). Arte Nova 74321 67517-2 (2 CD).[12]:15352
- August 2003 (live vom Rossini Opera Festival Pesaro): Renato Palumbo (Dirigent), Orchester des Teatro Comunale di Bologna, Prague Chamber Chorus. Marco Vinco (Califfo), Joyce DiDonato (Adina), Raul Giménez (Selimo), Saimir Pirgu (Alì), Carlo Lepore (Mustafà). Celestial Audio CA 456 (1 CD).[12]:15354